# Гросварасдорф
Гросварасдорф (нім. Großwarasdorf) — громада округу Оберпуллендорф у землі Бургенланд, Австрія.
Гросварасдорф лежить на висоті  244 м над рівнем моря і займає площу  42,5 км². Громада налічує 1437 мешканців. 
Густота населення 34/км².  
|                                        |
| Гросварасдорф на мапі округу та землі. |

 Адреса управління громади: Obere Hauptstraße 18, 7304 Großwarasdorf. 

## Демографія
Історична динаміка населення міста за даними сайту Statistik Austria

## Виноски
1. ↑  Dauersiedlungsraum der Gemeinden Politischen Bezirke und Bundesländer - Gebietsstand 1.1.2018 — Статистичне управління Австрії.
2. ↑  Einwohnerzahl 1.1.2018 nach Gemeinden mit Status, Gebietsstand 1.1.2018 — Статистичне управління Австрії.
3. ↑  www.grosswarasdorf.at [Архівовано 11 квітня 2022 у Wayback Machine.] (kroatisch)
4. ↑  Gemeindedaten von Großwarasdorf. Архів оригіналу за 3 вересня 2019. Процитовано 11 листопада 2013.

| Австрія | Це незавершена стаття з географії Австрії. Ви можете допомогти проєкту, виправивши або дописавши її. |